# Grup DiR

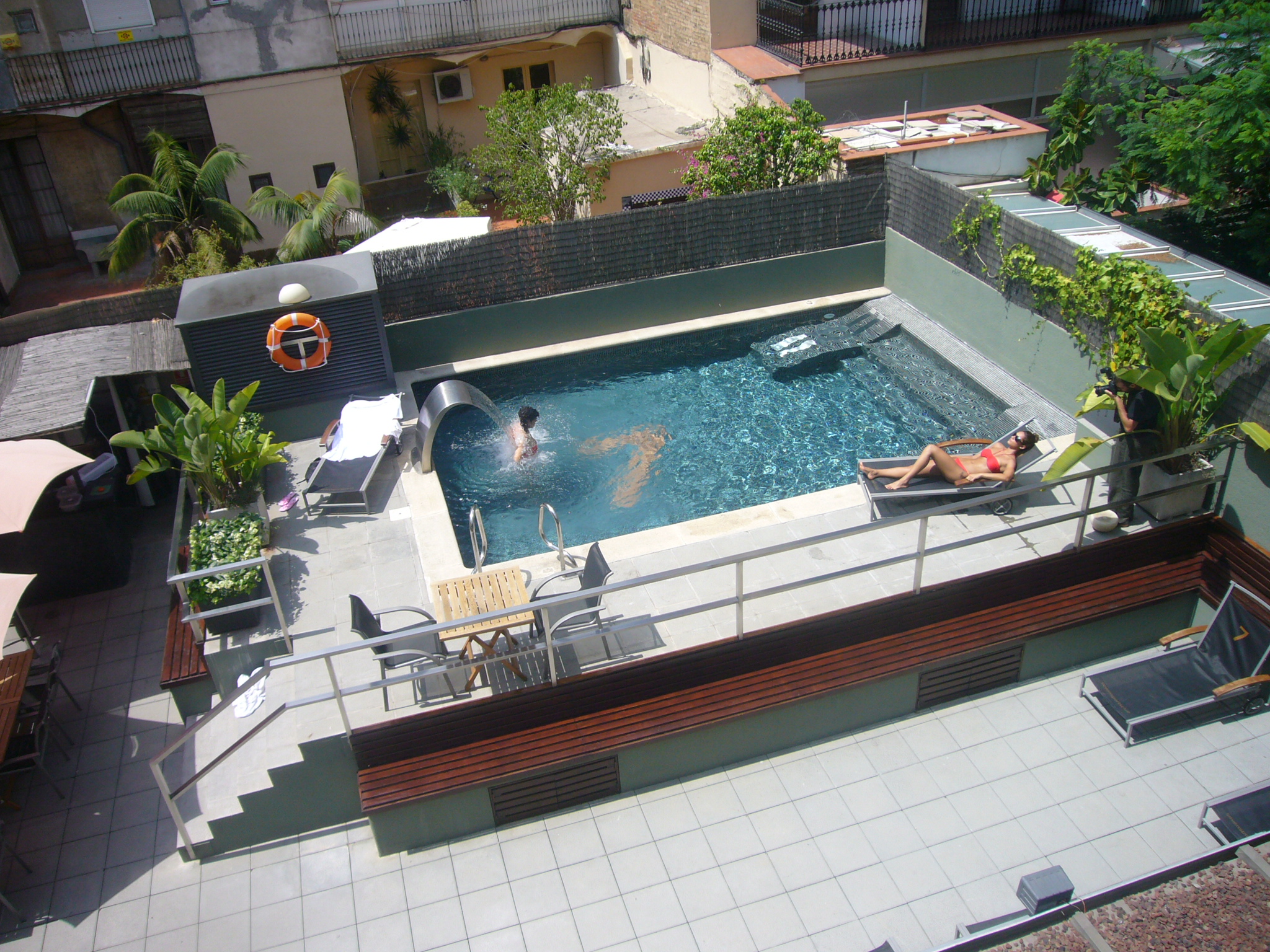
Piscina exterior del DiR - Seven, a l'Eixample de Barcelona

Grup DiR és una empresa fundada el 1979 per Ramon Canela i Piqué que gestiona disset gimnasos a Barcelona i Sant Cugat del Vallès. Amb més de 70.000 socis i 400 empleats, DiR és una cadena de gimnasos de Catalunya i una de les més potents d'Espanya.
El nom inicial de l'empresa era DyR, sigles de "Deporte y Recreación", que posteriorment es canvià a DiR. El primer gimnàs de la cadena, DiR Maragall, es va obrir al barri del Guinardó de Barcelona el 1979, amb el nom de Sport Met ocupant l'antiga fàbrica tèxtil Costa Font.
L'octubre de 2009, DiR va rehabilitar la coneguda discoteca Up&Down, conservant-ne l'estructura original, per ubicar-hi el centre de fitness DiR Up&Down.

## Premis
- Ramon Canela va ser elegit Emprenedor de l'any 2002 a Catalunya, un guardó atorgat per Ernst & Young i l'IESE.[6]
- El 2004, l'associació esportiva BRAFA, que promociona els valors de l'esport, concedeix el premi "Fair play a directius" a Ramon Canela, per promoure la pràctica de l'esport i col·laborar amb projectes socials i d'investigació.[7]